# 伊尔克
伊尔克，是匈牙利索博尔奇-索特马尔-贝拉格州所辖的一个村。总面积14.56平方公里，总人口1207，人口密度82.9人/平方公里（2011年1月1日）。